# Pedetes
Pedetes là một chi động vật có vú của Bộ Gặm nhấm, tiếng Anh các loài trong chi này là springhare, thuộc Họ Pedetidae. Các thành viên của chi này phân bố trên khắp miền Nam Phi và Đông Phi. Chi này được Illiger miêu tả năm 1811. Loài điển hình của chi này là Springhare Nam Phi (Pedetes capensis).

## Các loài
Chi này gồm các loài:
- Pedetes capensis
- Pedetes surdaster
- Pedetes laetoliensis (Davies, 1987) (tuyệt chủng)[3]

## Hình ảnh

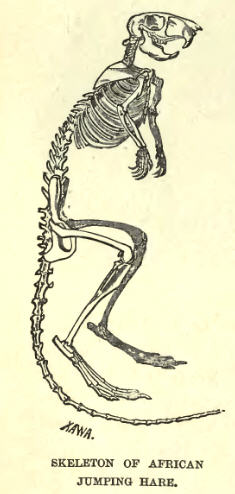
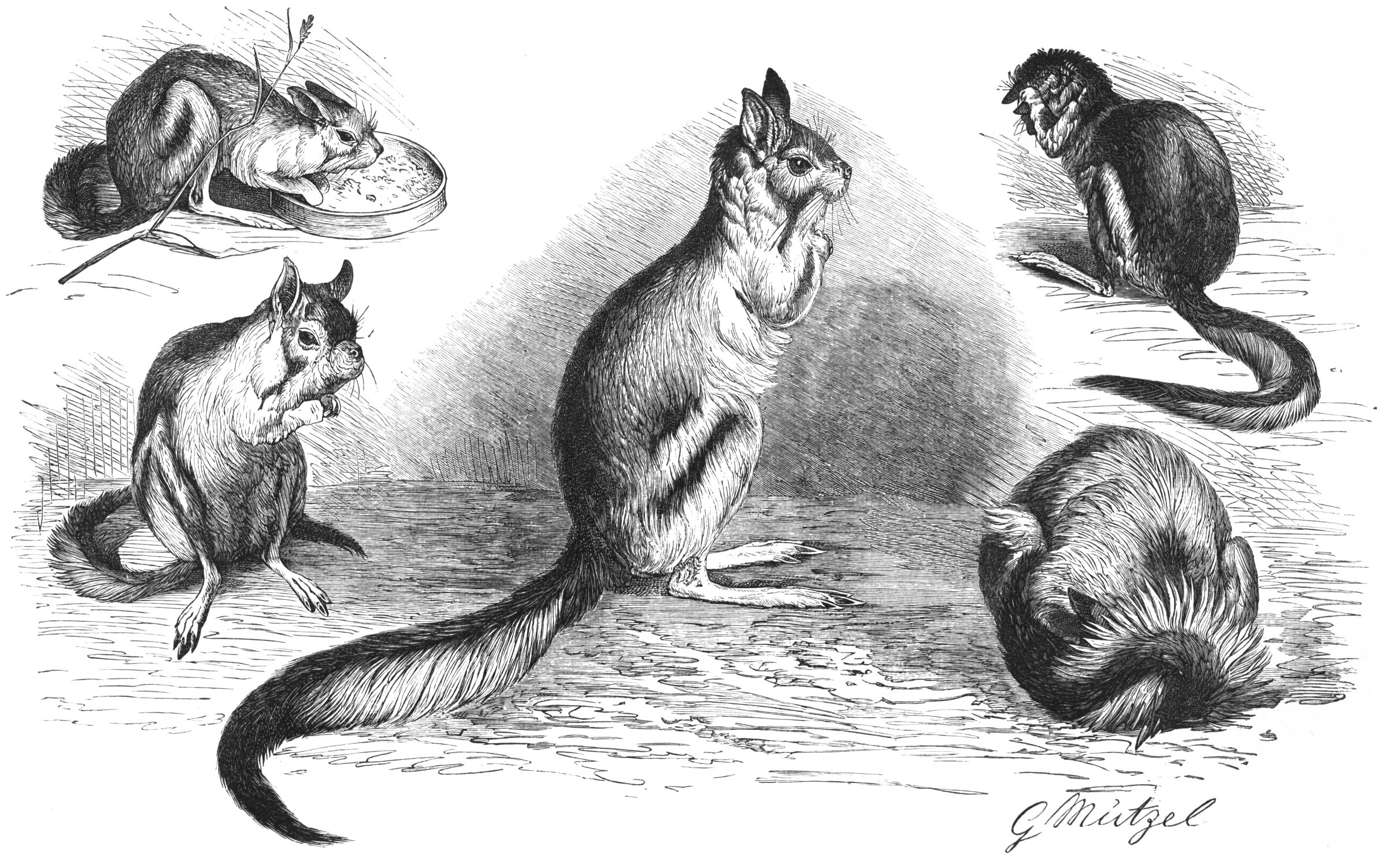
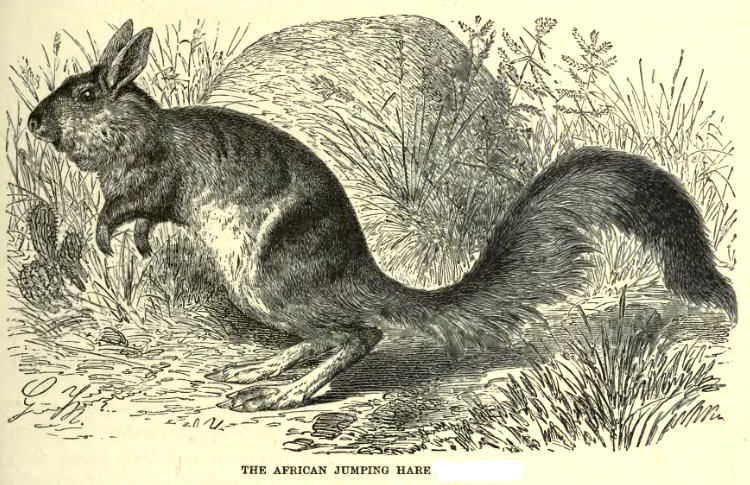